# 12649 Ascanios
12649 Ascanios eller 2035 T-3 är en trojansk asteroid i Jupiters lagrangepunkt L5. Den upptäcktes 16 oktober 1977 av den nederländsk-amerikanske astronomen Tom Gehrels och det nederländska astronomparet Ingrid van Houten-Groeneveld och Cornelis Johannes van Houten vid Palomar-observatoriet. Den är uppkallad efter Ascanius i den grekiska mytologin.
Asteroiden har en diameter på ungefär 25 kilometer.